# Éclairage Yehudi

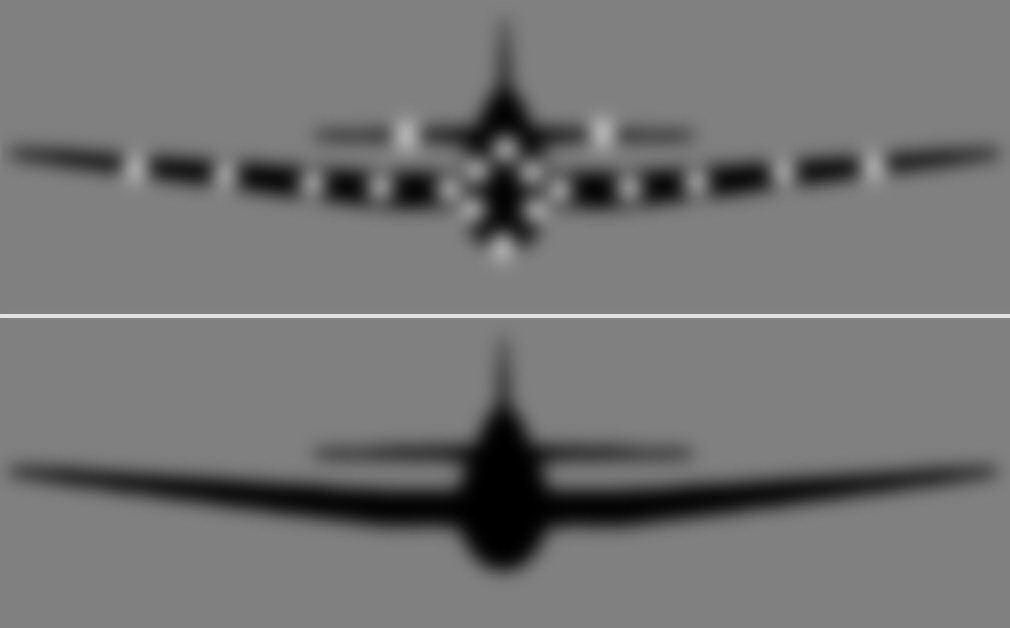
Principe de l'éclairage Yehudi.

L'éclairage Yehudi est une technique de camouflage militaire développée par la Marine américaine dans les années 1940. Il consiste en une série de lampes placées sur le côté inférieur ou le bord d'attaque de l'aile d'un avion afin d'augmenter la luminosité de l'appareil pour qu'elle corresponde à celle du ciel. De cette manière, l'aéronef n'apparait plus comme un objet sombre dans un ciel et est donc plus difficile à repérer.
Lors d'essais, un bombardier-torpilleur Grumman TBF Avenger équipé de cet éclairage est ainsi parvenu à s'approcher à 2 700 m d'un navire sans être repéré contre 19 kilomètres pour un avion non camouflé. Le développement des radars a néanmoins rendu cette technologie obsolète dès la fin de la Seconde Guerre mondiale même si le concept a été récemment envisagé pour le camouflage des drones.